# 100596 Perrett
Perrett (asteróide 100596) é um asteróide da cintura principal, a 2,48429 UA. Possui uma excentricidade de 0,1812713 e um período orbital de 1 930,58 dias (5,29 anos).
Perrett tem uma velocidade orbital média de 17,09864216 km/s e uma inclinação de 10,3578º.
Este asteróide foi descoberto em 9 de Agosto de 1997 por David Balam.